# Cattedrale di Ani
La cattedrale di Ani (in armeno Անիի մայր տաճար?, Anii mayr tačar; in turco Ani Katedrali) è il più grande edificio rimasto in piedi presente ad Ani, la capitale dell'Armenia medievale e che si trova nell'attuale Turchia orientale, al confine con l'Armenia moderna. Venne completata nei primi anni dell'XI secolo dall'architetto Tiridate ed era la sede del Catholicos, il capo della Chiesa apostolica armena, per quasi mezzo secolo.
Nel 1064, a seguito della conquista selgiuchide di Ani, la cattedrale fu trasformata in moschea. Successivamente tornò ad essere utilizzata come una chiesa armena. Nel 1319 subì diversi danni a causa di un terremoto che provocò il collasso della cupola conica. Negli anni a seguire, Ani fu gradualmente abbandonata. L'angolo nord-occidentale della chiesa fu pesantemente danneggiato da un altro terremoto avvenuto nel 1988.
La cattedrale è considerata la più grande e imponente struttura del Ani. Si tratta di una basilica con cupola a pianta rettangolare, sebbene la cupola e la maggior parte del suo tamburo di supporto sono oggi mancanti.